# Māhū
Mahu (māhū), na tradicional cultura de Polinésia Francesa e Havaí, são pessoas pertencentes ao terceiro gênero e que figuram tradicionalmente na sociedade dos nativos do Havaí, similarmente aos fakaleiti de Tonga e os fa'afafine, de Samoa. Os termos “terceiro gênero” e “no meio” têm sido usados para ajudar a explicar o conceito de māhū na língua inglesa.

De acordo com o atual māhū kumu hula Kaua'i Iki:
Os māhū eram particularmente respeitados como mestres, geralmente de dança hula e de cânticos. Em tempos anteriores ao contato europeu, māhū desempenhavam os papéis de deusas em danças hula realizadas em templos que eram interditados às mulheres. Também eram valorizados como guardiões das tradições culturais, como a transmissão de genealogias. Tradicionalmente, os pais pediam aos māhū que dessem nome aos seus filhos.
Historicamente, māhū era um termo respeitoso para pessoas designadas como homens ao nascer, mas com a colonização o termo foi deturpado e passou a ser usado como insulto (de forma semelhante ao termo “bicha”) para se referir a pessoas gays. Mais recentemente, tem havido um esforço para resgatar a dignidade e o respeito originalmente associados ao termo māhū.

## História
Na história pré-colonial do Havaí, os māhū eram notáveis curadores, embora grande parte dessa história tenha sido apagada pela intervenção dos missionários cristãos. Segundo Joan Roughgarden, os māhū não tinham acesso ao poder político, não podiam aspirar a cargos de liderança e eram "percebidos como sempre disponíveis para a conquista sexual por homens".
A primeira descrição publicada dos māhū aparece no diário de bordo do capitão William Bligh, do navio Bounty, que parou no Taiti, em 1789. Lá, ele foi apresentado a um membro de uma “classe de pessoas muito comum em Otaheitie chamada Mahoo... que, embora eu tivesse certeza de que era um homem, apresentava grandes marcas de efeminação”.
Um monumento sobrevivente dessa história são as Pedras Curadoras de Kapaemāhū, na praia de Waikīkī, que homenageiam quatro importantes māhū que trouxeram pela primeira vez as artes de cura do Taiti para o Havaí. A historiadora havaiana Mary Kawena Pukui refere-se a essas figuras como pae māhū, ou literalmente "uma fileira de māhū".
O termo māhū é definido de forma errônea no dicionário havaiano de Pukui e Ebert como "s. Homossexual, de qualquer sexo; hermafrodita". Essa definição reflete a confusão entre gênero e sexualidade, comum naquela época. A ideia de que os māhū seriam "mosaicos biológicos" parece derivar de um mal-entendido do termo hermafrodita, que, em publicações antigas de sexólogos e antropólogos, era usado de maneira genérica para descrever “um indivíduo com atributos tanto masculinos quanto femininos”. Isso levou à rotulação equivocada de indivíduos homossexuais, bissexuais e não conformes ao gênero como “hermafroditas” na literatura médica. A história de Kapaemāhū foi recentemente reavivada por meio de um filme de animação, um livro ilustrado e uma exposição de museu.

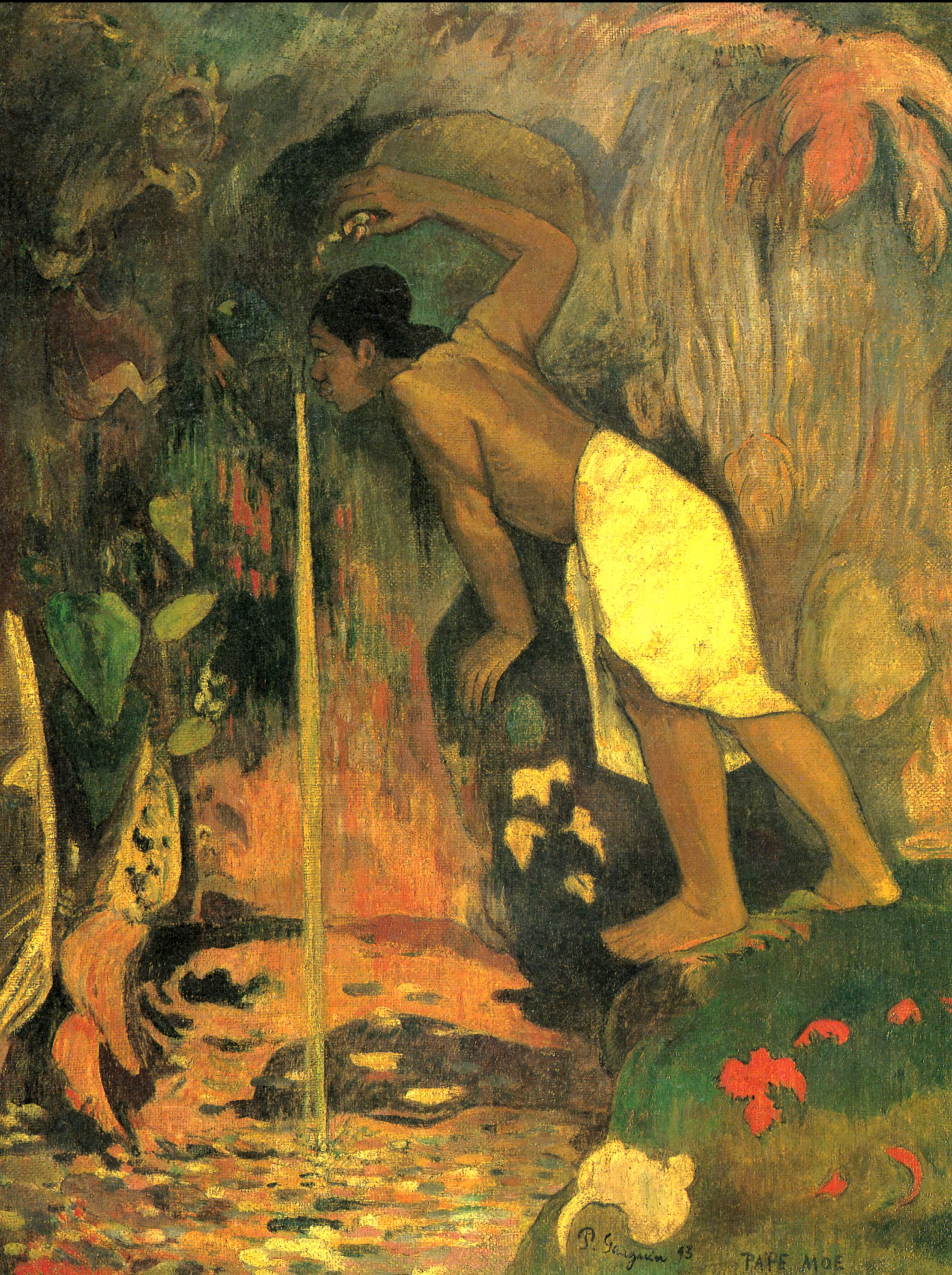
Papa Moe (Mysterious Water), uma pintura a óleo do ocidental Paul Gauguin, de 1893. Ela retrata uma māhū no Taiti, bebendo de uma cachoeira.

Em 1891, quando o pintor Paul Gauguin chegou ao Taiti, os povos indígenas o consideraram um māhū, devido ao seu modo de se vestir, considerado extravagante para a época. Sua pintura de 1893, Papa Moe (Água Misteriosa), retrata um māhū bebendo de uma pequena cachoeira.
Os missionários cristãos introduziram leis bíblicas no Havaí na década de 1820. Sob sua influência, a primeira lei contra a sodomia foi aprovada em 1850; o que levou à estigmatização social dos māhū. A partir da metade da década de 1960, a Câmara Municipal de Honolulu passou a exigir que mulheres trans usassem crachás identificando-se como homens.
No Tahitian Journal (1920–1922), do artista americano George Biddle, ele escreve sobre vários amigos māhū no Taiti, sobre seu papel na sociedade nativa taitiana e sobre a perseguição a seu amigo māhū Naipu, que fugiu do Taiti devido às leis coloniais francesas que enviavam māhū e homossexuais para trabalhos forçados em prisões na Nova Caledônia. O termo rae-rae é uma categoria social relacionada aos māhū que surgiu no Taiti na década de 1960, embora seja criticado por alguns māhū por remeter de forma degradante ao sexo.

## Em culturas contemporâneas
Na década de 1980, os māhū e os fa'afafine de Samoa começaram a se organizar como māhū. Em 2021, um grupo de Kānaka Maoli (nativos havaianos) formou um subgrupo dentro da Hawaiʻi LGBT Legacy Foundation, chamado māhūi, que desenvolveu uma cerimônia para a abertura do mês do Orgulho LGBTQIA+ em Honolulu, realizada no monumento de Kapaemāhū, em Waikīkī — cerimônia que passou a ser repetida todos os anos, em outubro.
Em 2003, o termo mahuwahine foi cunhado dentro da comunidade queer do Havaí, a partir da junção de māhū (“no meio”) + wahine (“mulher”), seguindo uma estrutura semelhante ao termo samoano fa‘afafine (“do modo feminino”). Mahuwahine refere-se a uma identidade transgênero relacionada ao renascimento cultural havaiano. O termo correspondente para pessoas designadas biologicamente como homens é mahukāne (māhū + kāne, “homem”). No entanto, no uso contemporâneo, māhū é utilizado para todos os gêneros.
Entre os māhū ou mahuwahine contemporâneos notáveis estão a ativista e kumu hula Hinaleimoana Kwai Kong Wong-Kalu, o kumu hula Kaumakaiwa Kanaka'ole, e o kumu hula Kaua'i Iki. Dentro da comunidade māhū LGBTQ+ mais ampla, destacam-se também a historiadora Noenoe Silva, a ativista Kuʻu-mealoha Gomes, o cantor e pintor Bobby Holcomb, e o cantor Kealii Reichel.
Em muitas comunidades tradicionais, os māhū desempenham um papel importante na preservação da cultura polinésia, ensinando “o equilíbrio entre o feminino e o masculino em toda a criação”. Os māhū modernos continuam a tradição de conexão com a terra, de preservação da língua, e da manutenção e revitalização de práticas culturais — incluindo danças tradicionais, cantos e modos específicos de tocar instrumentos musicais culturais. A tatuagem simbólica também é uma prática comum. Os māhū modernos não alteram seus corpos por meio de cirurgias de redesignação de gênero, mas, como qualquer pessoa na sociedade havaiana ou taitiana, vestem-se de formas diferentes para o trabalho, o lar e ocasiões sociais noturnas.
As relações familiares são extremamente importantes na cultura māhū, uma vez que os laços de parentesco são essenciais para a sobrevivência familiar em todas as culturas havaianas e taitianas. Sempre que possível, os māhū mantêm vínculos sólidos com suas famílias de origem, muitas vezes atuando como pais de criação de sobrinhos e sobrinhas, sendo reconhecidos por sua compaixão e criatividade. Essa habilidade para criar crianças é considerada uma competência especial dos māhū. Os māhū também contribuem para suas famílias extensas e comunidades por meio do conhecimento tradicional, da prática e do ensino da hula, cuja transmissão é tradicionalmente feita por mulheres.
Nos casos em que são rejeitados por suas famílias de origem — devido à homofobia ou à colonização —, os māhū formaram suas próprias comunidades, apoiando uns aos outros e preservando as tradições culturais para as futuras gerações. No documentário Kumu Hina, Hinaleimoana Wong-Kalu visita uma dessas comunidades de anciãos, localizadas nas montanhas, e se encontra com alguns dos māhū que foram seus mestres e sua “família escolhida” durante a juventude.